# Winfried Klepsch
Winfried Klepsch (* 22. května 1956) je bývalý západoněmecký atlet, halový mistr Evropy ve skoku do dálky.
V roce 1980 se stal halovým mistrem Evropy ve skoku dalekém výkonem 798 cm, Při mistrovství SRN v letech 1978 a 1984 vybojoval v soutěži dálkařů stříbrnou medaili.